# Кара Локуд
Кара Локуд (на английски: Cara Lockwood) е американска писателка, авторка на произведения в жанровете чиклит, съвременен, юношески и паранормален любовен роман.

## Биография и творчество
Кара Танамачи Локуд е роден на 1973 г. в Далас, Тексас, САЩ. Като дете чете много и мечтае да бъде писателка. Израства в Мескит, където завършва средното си образование. Завършва през 1995 г. Пенсилванския университет с бакалавърска степен по английска филология. Докато е в колежа работи за университетския вестник. След дипломирането си работи четири години като криминален репортер в местен вестник в Остин, Тексас. После работи в маркетингова фирма. Заедно с работата си започва да пише първия си ръкопис и го завършва година по-късно.
Първият ѝ роман „И да, и не“ от чиклит поредицата „Сестрите Крендъл“ е публикуван през 2003 г. Той представя историята на сватбената агентка Лорън Крендъл, която въпреки краха на своя брак, умело и търпеливо урежда чуждото щастие. Романът става бестселър и тя се посвещава на писателската си кариера. През 2004 г. романът е екранизиран в едноименния телевизионен филм с участието на Денис Ричардс, Дийн Кейн и Карън Клиш.
Следващата ѝ поредица „Академия Бард“ представя живота и любовните приключения в училище за вампири.
Тя основава и е собственик на сайта „edit-my-novel.com“, който предоставя услуги за редактиране на произведения на начинаещи писатели, и е регистриран през 2011 г. в Еванстън. Чете и лекции по творческо писане в Северозападния университет в Еванстън.
Разведена е и има две дъщери.
Кара Локуд живее със семейството си в Глейнвю, предградие на Чикаго.

## Произведения

### Самостоятелни романи
- Pink Slip Party (2004)
- Dixieland Sushi (2005)
- Her Hawaiian Homecoming (2015)
- The Big Break (2016)
- Shelter in the Tropics (2017)

### Серия „Сестрите Крендъл“ (Crandell Sisters)
1. I Do (But I Don't) (2003)
И да, и не, изд.: ИК „ЕРА“, София (2005), прев. Емилия Колибарова
2. I Did (But I Wouldn't Now) (2006)

### Серия „Академия Бард“ (Bard Academy)
1. Wuthering High (2006)
2. The Scarlet Letterman (2007)
3. Moby Clique (2008)
4. A Tale of Two Proms (2011)

### Серия „Демон“ (Demon)
1. Every Demon Has His Day (2009)
2. Can't Teach an Old Demon New Tricks (2010)

### Серия „Следвай ме“ (Follow Me)
1. Deadly Game (2013)
2. On the Run (2013)
3. In Too Deep (2013)
4. Closing in (2013)
5. No Turning Back (2013)

### Новели
- Boys and Toys (2014)
- Texting Under the Influence (2015)

### Сборници
- In One Year and Out the Other (2004) – с Бет Кендрик, Меган Макандрю, Памела Редмънд и Либи Стрийт
- This Is Chick-lit (2006) – с Дженифър Кобърн, Харли Джейн Козак, Ариела Папа, Лорън Логстед, Кайла Перин, Карен Сиплин, Дина Карлайл, Хидър Суейн, Карън Лиснър, Джули Кенър, Карин Джилеспи, Андреа Шик Хирш, Джена Шуолтър, Рилин Хилхаус, Стефани Лехман, Джоана Едуардс и Рейчъл Пайн
Това е чиклит: 18 незабравими истории, изд.: ИК „Бард“, София (2009), прев. Лили Христова
- Best Men (2014) – със Сара Морган и Хайди Райс

### Документалистика
- Everything I Needed to Know About Being a Girl I Learned from Judy Blume (2007) – с Мег Кабът, Бет Кендрик, Джули Кенър и Дженифър О'Конъл

### Екранизации
- 2004 И да, и не, I Do (But I Don't) – ТВ филм